# Experimenty Harryho Harlowa

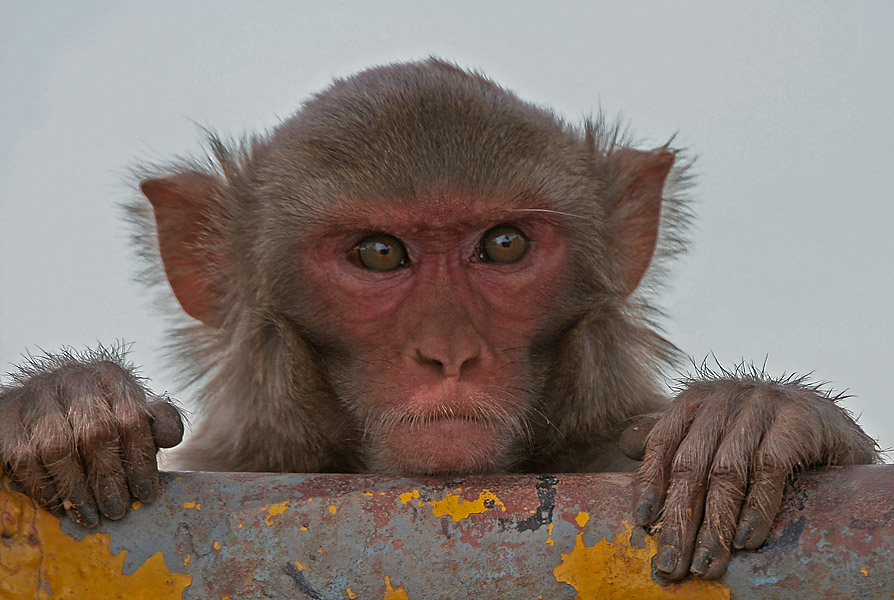
Makak rhesus byl primátem využívaným Harlowem při jeho experimentech.

Americký psycholog Harry Harlow (31.10. 1905 – 6.12. 1981) provedl mezi lety 1957 a 1963 řadu psychologických experimentů s makaky rhesus, jež měly vysvětlovat podstatu mateřské lásky. Prokázaly, že dítě k matce připoutává něco víc než jen potřeba výživy.

## Pozadí výzkumu
Experimenty proběhly v letech, kdy měl v psychologii hlavní slovo Behaviorismus. Ten ve svých teoriích zanedbává vnitřní charakteristiky a prožívání jedince a zaměřuje se čistě na popis jeho aktivit. V případě vývoje dítěte proto předpokládal, že náklonnost mláďat k matkám je podmíněna přísunem potravy. Ten dává vzniknout podmíněné reakci na přítomnost kojící matky, který měl být s každým kojením posílen. Předpoklady behaviorismu se zde ovšem nepotvrdily, naopak.

## Podoba výzkumu
V Harlowových experimentech byla mláďata makaků odebrána jejich matkám a umístěna do klece s dvěma opičími napodobeninami. Jedna z nich byla vyrobena z drátu a disponovala umělou bradavkou, poskytující mláďatům potravu. Druhá figurína byla pokryta froté látkou, příjemnou na dotek, ale mléko neměla. (V původní verzi experimentu byly mlékem vybaveny obě figuríny a zjišťovala se pouze četnost kontaktu s tou kterou sochou.)
Po překonání období sklíčenosti, poté, co byla mláďata odloučena od matek, postupně mláďata přenesla svou náklonnost k látkovým napodobeninám. Lezla kolem ní, kousala a trávila dlouhé chvíle přitisknuta na její hrudi a zádech. K drátěné napodobenině se přiblížila pouze tehdy, když potřebovala potravu. Pokud se mláďata vystavila stresovému podnětu, okamžitě se schoulila u látkové napodobeniny. A nejinak tomu bylo, když se na nějakou dobu mláďata z klece odebrala, po návratu se okamžitě přichytila napodobeniny z froté ručníků. Jejich chování bylo obdobné jako při přítomnosti opravdové matky. Díky této bezpečné základně (secure base) bylo mláďatům umožněno exploratovat a objevovat své okolí, klec. Mláďata, která vyrůstala zcela bez matky, pátrala ve svém okolí výrazně méně a jejich vývoj byl ještě výrazněji narušen než u mláďat vychovaných umělou matkou. Bylo přesvědčivě dokázáno, že si mláďata vytvořila pevnější pouto k měkkým matkám nehledě na zdroj potravy.

## Rozšíření výzkumu
Harlow se dále domníval, že tvář je významným činitelem, podílejícím se na vzniku pouta mláděte k matce. Pokud měla figurína obličejovou část hned od počátku kontaktu s malou opicí, vše probíhalo jako dřív. Pokud ale byla přidána k napodobenině až po vyvinutí pouta, mláďata na toto vylepšení nepřistoupila a obličejovou část zničila, aby vše vypadalo jako dřív. Mláďata tak prokázala, že si svou představu matky (v tomto případě bez obličeje) vtiskla natolik, že byla ochotná opakovaně strhávat cokoliv co tuto představu narušovalo.
Harlow šel po ukončení tohoto experimentu dále a širokou veřejnost přesvědčoval o tom, že dokázal vytvořit plnohodnotnou napodobeninu matky, díky níž mláďata dozrají ve zdravé dospělé jedince.[zdroj?] Jeho předpoklady se ovšem nenaplnily. Mláďata odchovaná napodobeninou (ať už sebedokonalejší) totiž vůbec neprospívala. Chovala se agresivně k ostatním makakům, zřídkakdy s nimi navazovala běžné vztahy a postrádala většinou schopnost další reprodukce. Pokud byla oplodněna, pro svá prvorozená mláďata byla špatnou matkou s častými rysy zanedbávání a agrese. Po narození dalších potomků se však jejich chování zlepšilo. 
Jako rozhodující se ukázalo období prvních šesti měsíců. U opic "vychovaných" umělou matkou došlo k vývoji normálního chování zpravidla tehdy, pokud do dovršení šesti měsíců měly možnost navázat kontakt s vrstevníky.

## Kritika
Ačkoliv byly v době, kdy experimenty probíhaly, primáti často k výzkumu využíváni, sklidil Harlow za své zacházení s makaky silnou kritiku. V pozdějších letech jako by se totiž Harlow vyžíval v testování hranice lásky mláďat. Sestrojil tak náhradní matku, která mláďata kropila studenou vodou či píchala ostrými hroty a přes to byla cílem jejich náklonnosti. Jak Harlow sám tvrdil, nikdy si ke svým pokusným zvířatům nevypěstoval žádnou pozitivní citovou vazbu.[zdroj?]
V dnešní době je potom Harry Harlow cílem kritiky environmentálních a ekologických organizací zabývajících se ochranou zvířat a zvířecích práv, protože jeho experimenty měly zpravidla nezvratitelný dopad na osobnost a duševní zdraví zkoumaných opic.

## Přínos
Ačkoliv psychologické experimenty na zvířatech nelze vždy zobecňovat na lidi, výzkumy s makaky navzdory zažitému přesvědčení vypěstovaného behaviorismem prokázaly, jak důležitou roli hraje ve výchově fyzický kontakt mezi matkou a dítětem. Také díky Harlowovi se začaly po porodu přikládat děti matkám na břicho.[zdroj?] Experimenty Harryho Harlowa inspirovaly mnoho dalších psychologů, mimo jiné i Johna Bowlbyho, autora teorie attachmentu.